# Liptovské Beharovce
Liptovské Beharovce és un poble i municipi d'Eslovàquia que es troba a la regió de Žilina, al centre-nord del país.

## Història
La primera menció escrita de la vila es remunta al 1231.

## Demografia
| Godina             | 1994 | 2004    | 2014    | 2024    |
| ------------------ | ---- | ------- | ------- | ------- |
| Nombre de persones | 52   | 59      | 71      | 90      |
| Diferència         |      | +13,46% | +20,33% | +26,76% |

| Godina             | 2023 | 2024   |
| ------------------ | ---- | ------ |
| Nombre de persones | 84   | 90     |
| Diferència         |      | +7,14% |